# TET – Travailleur En Trance
TET - Travailleur En Trance ist eine Elektro-Band aus Hamburg.
Die Gruppe bewegt sich stilistisch im Bereich im Elektro-Umfeld der 1990er Jahre, erweitert ihre Musik allerdings um Einflüsse aus der neueren elektronischen Tanzmusik (Electronica und minimalistischer Techno, jedoch anders als der Bandname suggeriert kein Trance). Eine wichtige außermusikalische Inspirationsquelle sind militaristisch geprägte Trashfilme aus der Zeit des Kalten Krieges.

## Bandgeschichte
Die Band wurde im Jahre 1993 in Flensburg als Soloprojekt von CS (Synthesizer/Gesang/Live-E-Drums) in Flensburg gegründet. Die ersten stark von Vorbildern wie Front 242, Tommi Stumpff, Front Line Assembly, Nitzer Ebb oder Klinik beeinflussten Veröffentlichungen erfolgten auf Musikkassetten. Für die stets sehr aggressiv anmutenden Liveauftritte wurde RI (Sampler) hinzugezogen.
Infolge der Rückbildung der Electronic Body Music in den frühen 1990ern und im Zuge des Aufkommens modernerer Spielarten der Elektronischen Musik wie IDM, Techno, Drum and Bass, wurde TET im Jahre 1996 von CS zunächst auf Eis gelegt. In den folgenden Jahren veröffentlichte er mit dem Techno-Electronica-Projekt rotorik diverse Vinyl-Schallplatten.
Im Jahre 2004 wurde TET - Travailleur En Trance in der ursprünglichen Besetzung in Hamburg wiederbelebt. Die Band erzielte nicht nur Veröffentlichungen einzelner Stücke auf Vinyl, sondern nahm auch ihr erstes CD-Album "Ultima Ratio Intervention" auf, an dem sich diverse bekannte Größen unterschiedlicher Stile der Elektronischen Musik als Remixer beteiligten.
Eine besondere Ehre wurde der Band im Jahre 2006 zuteil, als sie beim 25-jährigen Bandjubiläum von Front 242 im Ancienne Belgique zu Brüssel live spielen durften.

## Medienecho
Einschlägige, deutsche wie internationale Printmedien und Websites lobten am ersten Album von TET - Travailleur En Trance unter anderem, dass sie "traditionelle Werte [Anm.: der Electronic Body Music] aufgreifen und logisch wie hörerkompatibel weiterentwickeln" und damit "eine ungemein mitreißende Abwandlung des alten belgischen EBM-Stils" lieferten, welche "mit einem wohligen Schauer an bessere Tage in Belgien zurückdenken" ließen. Dieses Urteil ist typisch, auch andere sahen die Band "klanglich […] ganz dem belgischen Power-Sound der 80er verbunden - energetisch, direkt, tanzbar bis ins Mark. Gleichzeitig wird das Konzept erfolgreich ins 21. Jahrhundert portiert." und vermuteten, dass "Fans der guten alten EBM-Ära […] bei den vielen plakativen Filmsamples, den militärisch stampfenden "Four-to-the-floor"-Beats und dem verzerrten Gesang von wohligen Nostalgiewallungen geschüttelt werden.". Andere sahen in dem Titel "Red Spot" "einen der besten modernen EBM-Tracks".

## Veröffentlichungen
- Travail Par Équipe (MC; 1993; Norsk Tapes)
- Hört die Signale! (MC; 1993; Norsk Tapes)
- Amok (MC; 1993; Norsk Tapes)
- Turbinen (MC; 1994; Norsk Tapes)
- Anaesthetic Disco (MC; 1994; Norsk Tapes)

- Sektor Champion (Vinyl; 2004; Acido Records), als "rotorik vs. TET"
- Ultima Ratio Intervention (CD; 2005; manoeuvre records), mit Remix-Beiträgen von Front 242, Dave Tarrida, Insekt, Mark Hawkins und Plastic Noise Experience
- Phantom Commando EP (Vinyl; 2005; Mutter Tonträger), Split-Platte mit rotorik
- Ultima Ratio Interception (Digitalrelease; 2007; rotodrôme recordings), neue Version des ersten Albums samt Bonustracks
- Cobra Coded Escalation (angekündigt) (CD; 2007; manoeuvre records/rotodrôme recordings), mit Gastbeiträgen von Front 242, The Weathermen, Plastic Noise Experience u. a.

## Auftritte (Auswahl)
- 1995: "Stahlklang-Party", Markthalle, Hamburg
- 2005: "Golden Pudel Klub", Hamburg
- 2005: "Bodybeats", Berlin
- 2005: "E-Fest", Antwerpen (mit Insekt)
- 2006: "Two Days With Front 242", Ancienne Belgique, Brüssel
- 2006: "Allesfliesst", Rote Flora, Hamburg